# رهيقة (ريمة)
رهيقة هي إحدى قرى مديرية كسمة بمحافظة ريمة اليمنية، بلغ تعداد سكانها 991 نسمة حسب إحصاء اليمن لعام 2004.